# Церковь Святого Германа (Сен-Жермен-ан-Ле)
Церковь Сен-Жермен (фр. Église Saint-Germain) — одна из двух католических приходских церквей в пригороде Парижа Сен-Жермен-ан-Ле. Исторический памятник Франции с 1937 года.
Первая церковь, посвящёная святому Герману Осерскому, напротив королевского дворца восходит ещё к XIV веку. Нынешняя церковь, четвёртая по счёту на этом месте, была заложена в 20 ноября 1766 года будущим маршалом Луи де Ноаем. Строительство новой церкви по проекту Николя Потена было весьма неспешным; известно, что к 1789 году стены были возведены только наполовину. В 1791 году грянула Французская революция и всем вообще стало не до церкви. Лишь в 1816 году городские власти приняли решение возобновить работы, и к 1827 году архитектор Александр Жак Мальпис закончил постройку. 2 декабря 1827 года епископ Версальский Жан-Франсуа-Этьен Бордери освятил храм.
Построенная в неоклассическом стиле, вдохновлённом раннехристианскими базиликами, церковь Святого Германа привлекает внимание массивным порталом. Треугольный фронтон со скульптурной композицией Страшного суда поддерживается шестью дорическими колоннами. Вопреки традиции, здание ориентировано не с запада на восток, а обращено входом к Сен-Жерменскому дворцу.
Среди реликвий церкви Святого Германа можно отметить копию барельефа Бенедетто Антелами «Снятие с креста» 1178 года (подлинник находится в Пармском соборе); скульптуру Богоматери с младенцем XIV века, найденную в XIX веке во время реставрационных работ в церкви; распятие XVII века. Кафедра из часовни Версаля подарена церкви Людовиком XIV. Картина Шарля-Жозефа Натуара «Крещение Господне» 1750 года — последняя, написанная художником во Франции перед его окончательным отъездом в Рим.
В капелле по правую руку от центрального нефа в мавзолее упокоился последний католический король Англии Яков II, закончивший свою жизнь в Сен-Жерменском дворце в 1701 году.
22 августа 1867 года в церкви Святого Германа был крещён композитор Клод Дебюсси, а 19 ноября 1943 года здесь служили панихиду по погибшему художнику Морису Дени. С 1924 по 1971 год органистом церкви служил композитор Альбер Поль Ален.